# Smith & Wesson Model 469
De Smith & Wesson Model 469 is een semi-automatisch pistool. 

## Geschiedenis en ontwerp
Het Model 469 is een vroeg model in Smith & Wesson's 59-serie, met als doel dat pistolen makkelijk verborgen kunnen worden, maar die ook voldoende vuurkracht bezitten om te dienen als dienstwapens. De 59-serie was een double action wapen met een 8,89 cm handvat. De capaciteit van het magazijn is 12 rondes. 